# New Old Songs
New Old Songs es un álbum de remixes de la banda estadounidense Limp Bizkit. Lanzado el 4 de diciembre de 2001, el álbum contiene remixes de canciones de los álbumes de la banda Three Dollar Bill, Yall, Significant Other y Chocolate Starfish and the Hot Dog Flavored Water.   

## Música y letra
El sonido de New Old Songs está principalmente basado en música hip hop. El álbum contiene remixes de canciones de los álbumes de la banda Three Dollar Bill, Yall, Significant Other y Chocolate Starfish and the Hot Dog Flavored Water. El remix de la canción Faith, un cover de la canción de George Michael, incorpora elementos de la canción Fame de David Bowie y un verso de rap grabado por Everlast.

## Listado de canciones
| #  | Canción                                         | Productor(es)            | Intérprete(s)              |
| -- | ----------------------------------------------- | ------------------------ | -------------------------- |
| 1  | "Nookie (For The Nookie)"                       | The Neptunes             | Limp Bizkit                |
| 2  | "Take A Look Around (Remezclada por Timbaland)" | Timbaland                | E 40, 8-Ball, Limp Bizkit  |
| 3  | "Break Stuff (Remezclada por DJ Lethal)"        | DJ Lethal                | Limp Bizkit                |
| 4  | "My Way (The P. Diddy Remix)"                   | Sean "P Diddy" Combs     | Limp Bizkit                |
| 5  | "Crushed (Remezclada por Bosko)"                | Bosko                    | Bosko, Limp Bizkit         |
| 6  | "N 2 Gether Now (All In Together Now)"          | The Neptunes             | Limp Bizkit                |
| 7  | "Re-Arranged (Remezclada por Timbaland)"        | Timbaland                | Bubba Sparxxx, Limp Bizkit |
| 8  | "Getcha Groove On (Dirt Road Mix)"              | DJ Premier               | Limp Bizkit, Xzibit        |
| 9  | "Faith/Fame Remix"                              | Fred Durst, Josh Abraham | Everlast, Limp Bizkit      |
| 10 | "My Way (Remezclada por DJ Lethal)"             | DJ Lethal                | Limp Bizkit                |
| 11 | "Nookie (Androids vs. Las Putas Remix)"         | Butch Vig                | Limp Bizkit                |
| 12 | "Counterfeit (Lethal Dose Extreme Guitar Mix)"  | DJ Lethal                | Limp Bizkit                |
| 13 | "Rollin' (DJ Monk-vs-The Track Mack Remix)"     | DJ Monk, The Track Mack  | Limp Bizkit                |
| 14 | "My Way (DJ Premier Way Remix)"                 | DJ Premier               | Limp Bizkit                |
| 15 | "My Way (William Orbit's Mix)"                  | William Orbit            | Limp Bizkit                |
| 16 | "My Way (Pistols' Dancehall Dub)"               | Dub Pistols              | Limp Bizkit                |

## Recepción de la crítica
A pesar de no contar con sencillos lanzados, alcanzó la certificación de Oro por la RIAA en febrero de 2002 en los Estados Unidos. Alcanzó el número 26 en el ranking semanal Billboard 200.

## Posicionamiento en listas
| País           | Lista (2001)  | Mejor posición |
| -------------- | ------------- | -------------- |
| Estados Unidos | Billboard 200 | 26             |